# Lijst van voetbalinterlands Bosnië en Herzegovina - Hongarije (vrouwen)
Deze lijst van voetbalinterlands is een overzicht van alle officiële voetbalinterlands tussen de nationale vrouwenteams van Bosnië en Herzegovina en Hongarije. De landen hebben tot nu toe elf keer tegen elkaar gespeeld.

## Wedstrijden
| №  | Plaats    | Datum             | Competitie           | Wedstrijd                         | Uitslag |
| -- | --------- | ----------------- | -------------------- | --------------------------------- | ------- |
| 1  | Komló     | 17 september 1997 | WK 1999 kwalificatie | Hongarije − Bosnië en Herzegovina | 10 − 0  |
| 2  | Hrasnica  | 3 mei 1998        | WK 1999 kwalificatie | Bosnië en Herzegovina − Hongarije | 0 − 9   |
| 3  | onbekend  | 4 september 1999  | EK 2001 kwalificatie | Hongarije − Bosnië en Herzegovina | 13 − 0  |
| 4  | onbekend  | 13 mei 2000       | EK 2001 kwalificatie | Bosnië en Herzegovina − Hongarije | 0 − 3   |
| 5  | onbekend  | 8 september 2001  | WK 2003 kwalificatie | Hongarije − Bosnië en Herzegovina | 3 − 0   |
| 6  | onbekend  | 13 april 2002     | WK 2003 kwalificatie | Bosnië en Herzegovina − Hongarije | 0 − 11  |
| 7  | Sarajevo  | 19 september 2009 | WK 2011 kwalificatie | Bosnië en Herzegovina − Hongarije | 0 − 2   |
| 8  | Sopron    | 31 maart 2010     | WK 2011 kwalificatie | Hongarije − Bosnië en Herzegovina | 2 − 0   |
| 9  | Telki     | 31 mei 2016       | Vriendschappelijk    | Hongarije − Bosnië en Herzegovina | 0 − 0   |
| 10 | Telki     | 13 april 2021     | Vriendschappelijk    | Hongarije − Bosnië en Herzegovina | 0 − 0   |
| 11 | Boedapest | 18 juli 2023      | Vriendschappelijk    | Hongarije − Bosnië en Herzegovina | 2 − 0   |

## Samenvatting
| Competitie        | Totaal gespeeld | Winst Bosnië en Herzegovina | Gelijk | Winst Hongarije | Doelsaldo Bosnië en Herzegovina – Hongarije |
| ----------------- | --------------- | --------------------------- | ------ | --------------- | ------------------------------------------- |
| WK-kwalificatie   | 6               | 0                           | 0      | 6               | 0 − 37                                      |
| EK-kwalificatie   | 2               | 0                           | 0      | 2               | 0 − 16                                      |
| Vriendschappelijk | 3               | 0                           | 2      | 1               | 0 − 2                                       |
| Totaal            | 11              | 0                           | 2      | 9               | 0 − 55                                      |